# Xavier Beauvois
Pour les articles homonymes, voir Beauvois.
Xavier Beauvois, né le 20 mars 1967 à Auchel (Pas-de-Calais), est un acteur, réalisateur et scénariste français. Il est notamment le réalisateur de N'oublie pas que tu vas mourir, prix du Jury du Festival de Cannes 1995 et de Des hommes et des dieux, Grand prix du Festival de Cannes 2010 et César du meilleur film en 2011.

## Biographie
Xavier Beauvois est le fils de Francis Beauvois, préparateur en pharmacie, et de Gabrielle Chovaux, professeure de couture et conseillère municipale socialiste, installés à Aire-sur-la-Lys (Pas-de-Calais). Le jeune garçon découvre le cinéma grâce à l'historien du cinéma Jean Douchet, venu faire une conférence à Calais. Beauvois abandonne le lycée en classe de terminale, s'installe à Paris, multiplie les rencontres et échoue au concours de l'IDHEC (devenue aujourd'hui la Fémis). Autodidacte, le cinéaste déclarera que son échec au concours n'avait pas remis en question son désir de faire des films, rajoutant que ce qu'on lui avait alors demandé « n'avait rien à voir avec l'art de faire son film. Ne pas être à la hauteur m'était absolument indifférent » (le cinéaste est depuis retourné à la Fémis en tant qu'intervenant professionnel, pour y enseigner la direction d'acteurs). 
Xavier Beauvois parvient alors à obtenir un agent, en la personne de Dominique Besnehard, fait la connaissance de Serge Daney et obtient une bourse de pensionnaire à l'Académie de France à Rome en cinéma. Il devient stagiaire mise en scène sur Mon cas, du cinéaste Manoel de Oliveira, et réalise en 1986 son premier court métrage, intitulé Le Matou. Il continue le travail d'assistanat les années suivantes, notamment sur Les Innocents d'André Téchiné, réalise des reportages pour M6 et commence l'écriture de son premier long métrage, Nord, sorti en 1991. Xavier Beauvois interprète le rôle principal de ce film en grande partie autobiographique. Le film obtient un certain succès auprès de la critique, est nommé à deux reprises aux Césars (meilleur premier film et meilleur espoir masculin) et remporte le prix Jean-Vigo. 
Son deuxième long métrage, N'oublie pas que tu vas mourir, obtient le prix du jury au Festival de Cannes 1995. Pour le film, Xavier Beauvois ira jusqu'à se faire arrêter par la police et à s'engager à Mostar parmi les combattants pour documenter son travail. Les Cahiers du cinéma, qui avaient défendu son premier film à sa sortie, confirment leur jugement et comptent Beauvois parmi « les rares cinéastes d’importance issus du "jeune cinéma français" des années 1990 ». 
Parallèlement, Beauvois poursuit une carrière de comédien, entamée sur quelques courts métrages, en tournant sous la direction de Jacques Doillon (Ponette), de Bernard-Henri Lévy (Le Jour et la Nuit) ou de Philippe Garrel (Le Vent de la nuit). Son troisième film, Selon Matthieu, réunit Benoît Magimel et Nathalie Baye. Cette dernière tient le rôle principal de son quatrième long métrage, Le Petit Lieutenant, qui obtient cinq nominations aux Césars, dont celle du meilleur réalisateur.
Son cinquième long métrage, Des hommes et des dieux, inspiré de l'assassinat des moines de Tibhirine en Algérie en 1996 est présenté au Festival de Cannes 2010 où il reçoit un accueil très chaleureux de la part de la critique et décroche le Grand prix du festival. Ce film dramatique qui reçoit un grand nombre de prix et de distinctions le révèle au grand public et le met sur le devant de la scène.
En 2013, il réalise La Rançon de la gloire, une comédie ayant pour prétexte le vol du cercueil de Charlie Chaplin afin d'obtenir une rançon, avec, notamment, Benoît Poelvoorde. Le tournage se déroule en Suisse, principalement à Vevey et sur la Riviera vaudoise. Plusieurs scènes ont été tournées au Manoir de Ban, où Charlie Chaplin passa les vingt-quatre dernières années de sa vie. Ce film est un échec commercial.

### Engagements
En mars 2017, il cosigne l'appel des psychanalystes contre Marine Le Pen publié dans Mediapart qui décrit le Front national comme un avatar du « courant contre-révolutionnaire » qui fut au pouvoir « sous l’Occupation nazie ». Celui-ci menacerait « l’état de droit », « la liberté d’opinion et celle de la presse ».
En juillet 2018, Beauvois a soutenu la pétition de la Société des réalisateurs de films pour protéger le réalisateur ukrainien en prison, Oleh Sentsov.
En septembre 2018, à la suite de la démission de Nicolas Hulot, il signe avec Juliette Binoche la tribune contre le réchauffement climatique intitulée « Le plus grand défi de l'histoire de l'humanité », qui paraît en une du journal Le Monde, avec pour titre L'appel de 200 personnalités pour sauver la planète.
En février 2022, il rejoint le Parlement de l'Union populaire, organe de soutien à la candidature de Jean-Luc Mélenchon en vue de l'élection présidentielle française de 2022.
Au soir du premier tour, en réaction à l’élimination de son candidat, il enflamme sa carte électorale et partage sur Twitter la vidéo de sa combustion.

### Vie privée
Il est marié à Marie-Julie Maille, une monteuse, scénariste et actrice,, coscénariste et participante au montage de nombre de ses films, qui a également joué dans certains d'entre eux. Leur fille, Madeleine Beauvois, est une enfant actrice qui a notamment joué dans certains films créés par ses parents, Les Gardiennes, Albatros où elle a été remarquée (à l'âge de huit ans) et La Vallée des fous. Autrefois installée à Paris, la famille a déménagé à Bénouville, petite ville littorale du Calvados.

## Filmographie

### Cinéma

#### Acteur
- 1988 : Daniel endormi de Michel Béna (court-métrage)
- 1991 : Nord de Xavier Beauvois
- 1991 : Le Ciel de Paris de Michel Béna
- 1994 : Aux petits bonheurs de Michel Deville
- 1994 : Les Amoureux de Catherine Corsini
- 1995 : N'oublie pas que tu vas mourir de Xavier Beauvois
- 1996 : Ponette de Jacques Doillon
- 1997 : Le Jour et la Nuit de Bernard-Henri Lévy
- 1998 : Disparus de Gilles Bourdos
- 1999 : Le Vent de la nuit de Philippe Garrel
- 2004 : Arsène Lupin de Jean-Paul Salomé
- 2005 : Le Petit Lieutenant de Xavier Beauvois
- 2006 : Mauvaise Foi de Roschdy Zem (non crédité)
- 2007 : Les Témoins d'André Téchiné
- 2007 : 24 mesures de Jalil Lespert
- 2007 : Le Tueur de Cédric Anger
- 2008 : Les Femmes de l'ombre de Jean-Paul Salomé
- 2008 : Disco de Fabien Onteniente
- 2009 : Villa Amalia de Benoît Jacquot
- 2010 : Le Caméléon de Jean-Paul Salomé
- 2011 : L'Apollonide - Souvenirs de la maison close de Bertrand Bonello
- 2011 : Rendez-vous avec un ange de Yves Thomas et Sophie de Daruvar
- 2011 : De bon matin de Jean-Marc Moutout
- 2012 : Les Adieux à la reine de Benoît Jacquot
- 2012 : Quand je serai petit de Jean-Paul Rouve
- 2012 : Au galop de Louis-Do de Lencquesaing
- 2012 : Deux de Nicolas Anthomé, court métrage
- 2013 : Turf de Fabien Onteniente
- 2013 : Un château en Italie de Valéria Bruni-Tedeschi
- 2013 : L'amour est un crime parfait d'Arnaud et Jean-Marie Larrieu
- 2014 : Bodybuilder de Roschdy Zem : le comptable
- 2016 : Chocolat de Roschdy Zem : le directeur de Félix Potin
- 2016 : The End de Guillaume Nicloux : le randonneur
- 2016 : Le Secret des banquises de Marie Madinier : le Président du jury
- 2017 : Django d'Étienne Comar : médecin STO
- 2017 : Maryline de Guillaume Gallienne : Michel Roche
- 2017 : Un beau soleil intérieur de Claire Denis : Vincent
- 2017 : Va, Toto ! de Pierre Creton
- 2018 : L'amour est une fête de Cédric Anger : Henri Pachard
- 2018 : Les Estivants de Valeria Bruni Tedeschi : le producteur
- 2023 : Making of de Cédric Kahn : Marquez

#### Réalisateur
- 1986 : Le Matou (court métrage)
- 1991 : Nord
- 1995 : N'oublie pas que tu vas mourir
- 2000 : Selon Matthieu
- 2005 : Le Petit Lieutenant
- 2009 : Notre ami Chopin (court métrage)
- 2010 : Des hommes et des dieux
- 2014 : La Rançon de la gloire
- 2017 : Les Gardiennes
- 2021 : Albatros
- 2024 : La Vallée des fous

#### Scénariste
- 1991 : Nord
- 1995 : N'oublie pas que tu vas mourir
- 1999 : Le Vent de la nuit
- 2000 : João Mata Sete
- 2000 : Selon Matthieu
- 2005 : Le Petit Lieutenant
- 2017 : Les Gardiennes
- 2021 : Albatros
- 2024 : La Vallée des fous

### Télévision

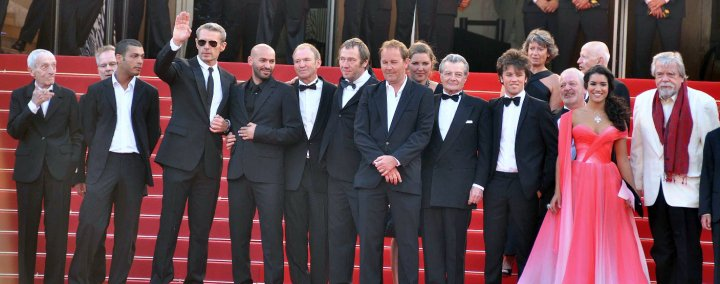
Xavier Beauvois (au centre) à Cannes avec les acteurs du film Des hommes et des dieux.

- 2008 : Duel en ville de Pascal Chaumeil
- 2008 : Marie-Octobre de Josée Dayan
- 2020 : Dix pour cent
- 2023 : De Grâce, mini-série de Vincent Maël Cardona

### Clips
- 2022: Pete Doherty & Frédéric Lo - The Ballad Of

## Distinctions

### Récompenses
- Festival de Cannes 1995 : prix du Jury pour N'oublie pas que tu vas mourir
- Prix Jean-Vigo 1995 pour N'oublie pas que tu vas mourir
- Festival de Cannes 2010 : Grand Prix du jury pour Des hommes et des dieux
- César 2011 : César du meilleur film pour Des hommes et des dieux

### Nominations
- César 1993 : Meilleur premier film pour Nord
- César 2006 :  Meilleur film, Meilleure réalisation et Meilleur scénario original pour Le Petit lieutenant
- César 2011 : Meilleure réalisation et Meilleur scénario original pour Des hommes et des dieux